# سیکوله
سیکوله (به صربی: Sikole) یک منطقهٔ مسکونی در صربستان است که در نگوتین واقع شده‌است. سیکوله ۸۳۸ نفر جمعیت دارد.